# Phan Rang (tỉnh)

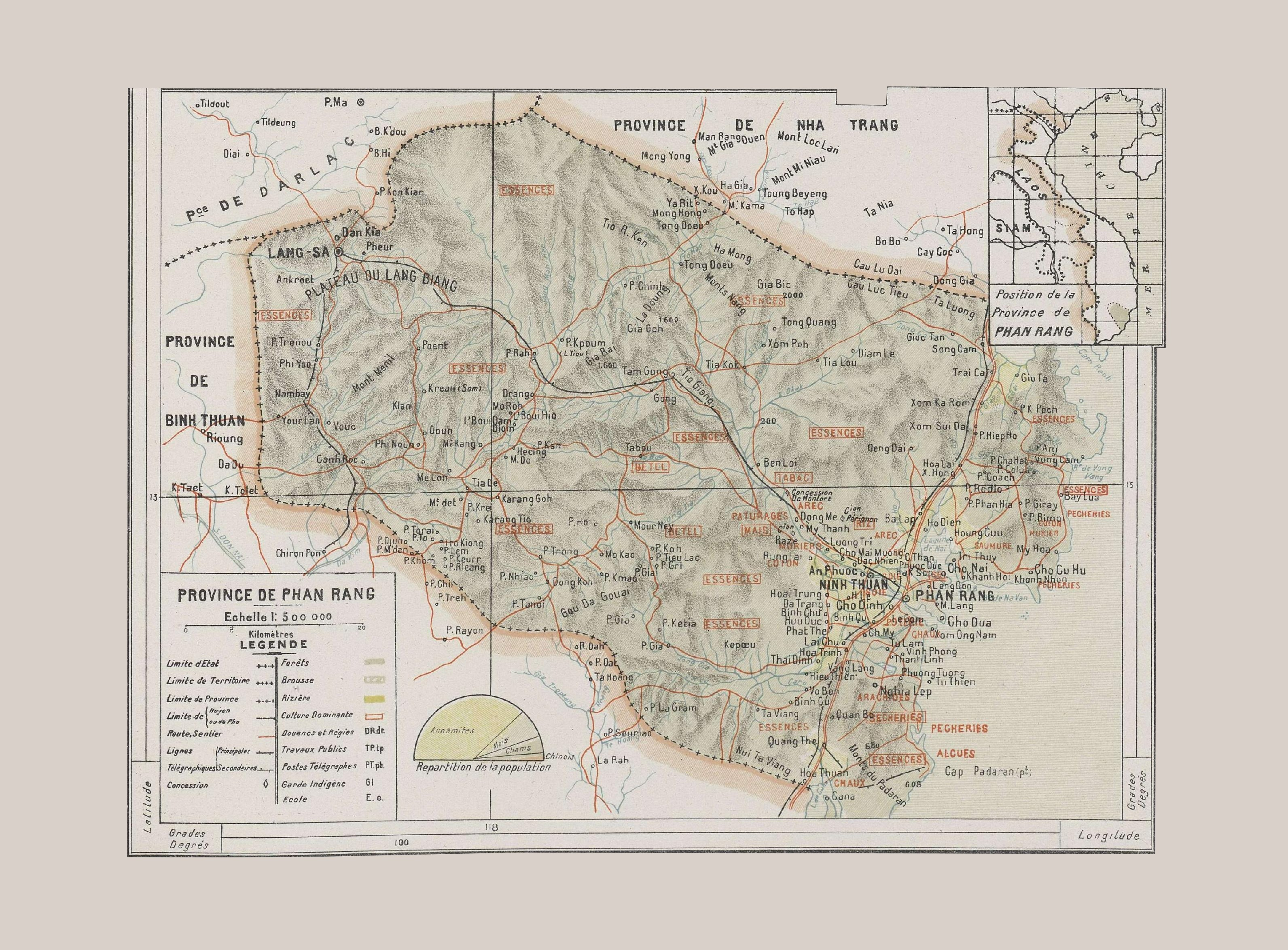
Bản đồ tỉnh Phan Rang năm 1909 (bấy giờ địa bàn bao gồm cả một phần tỉnh Lâm Đồng ngày nay)

Phan Rang là tên gọi cũ của tỉnh Ninh Thuận, ở gần cực Nam Trung Bộ, Việt Nam. Tên gọi này xuất phát từ một tiểu quốc của Champa có tên là Panduranga.

## Địa lý
Tỉnh Phan Rang nằm ở gần cực nam của xứ Trung Kỳ, có vị trí địa lý:
- Phía đông bắc giáp tỉnh Khánh Hòa
- Phía tây bắc giáp tỉnh Đắk Lắk
- Phía nam và tây nam giáp tỉnh Bình Thuận
- Phía đông giáp biển Đông

## Lịch sử

### Trước thế kỷ 20
Vùng đất tỉnh Phan Rang khi xưa thuộc về tiểu quốc Panduranga của vương quốc Chiêm Thành.
Đến đầu thế kỷ 17, chúa Hiền (Nguyễn Phúc Tần), con thứ hai của Thượng vương, đánh đuổi quân Chiêm Thành đến phía đông sông Phan Rang, đặt làm hai phủ Thái Khang và Diên Ninh, đặt dinh Thái Khang ở phía tây sông, vẫn cho lệ thuộc vào nước Chiêm Thành, chỉ ràng buộc quốc vương Chiêm Thành là Bà Tâm hàng năm phải cống nộp.
Đến đời Minh vương (Nguyễn Phúc Chu), con truởng là Nghĩa vương (chúa Ngãi) đem quân đánh Chiêm Thành, bắt chúa Chiêm là Bà Tranh, lấy đất đặt làm trấn Thuận Thành.
Năm 1693, chúa Minh lập địa danh hành chính là đạo Phan Lang (sau này thành Phan Rang), thuộc dinh Bình Thuận, sau là Trấn Bình Thuận rồi Thuận Thành.
Năm Minh Mệnh thứ 13, nhà Nguyễn bỏ trấn Thuận Thành lập phủ Ninh Thuận và Phủ Hàm Thuận. Phủ Ninh Thuận có hai huyện là An Phước và Tuy Phong.
Năm Đồng Khánh thứ 3 (1888), huyện An Phước nhập vào tỉnh Khánh Hòa.

### Thời Pháp thuộc
Ngày 20 tháng 5 năm 1901, Toàn quyền Đông Dương ra Nghị định thành lập tỉnh Phan Rang, tỉnh ly cũng là Phan Rang. Địa giới tỉnh Phan Rang gần giống với tiểu quốc Panduranga trước đây, bao gồm phủ (còn gọi là đạo) Ninh Thuận, huyện An Phước, huyện Tân Khai, tách từ tỉnh Khánh Hòa ra. Ngoài ra, Đà Lạt là đại lý hành chính thuộc tỉnh Phan Rang.
Năm 1913, tỉnh Phan Rang bị xóa bỏ, phần phía bắc nhập vào tỉnh Khánh Hòa, còn phần phía nam gọi là đại lý hành chính, thuộc tỉnh Bình Thuận.
Nghị định ngày 10 tháng 5 năm 1914 phân chia đại lý hành chính Phan Rang thành 2 khu vực: 
- Khu vực dân tộc thiểu số cư trú (huyện Tân Khai) vẫn thuộc tỉnh Bình Thuận
- Khu vực người Việt và người Chăm cư trú nhập vào tỉnh Khánh Hòa.

Ngày 5 tháng 7 năm 1922, phủ Ninh Thuận được tách khỏi tỉnh Khánh Hòa lập lại tỉnh Phan Rang, còn gọi là tỉnh Ninh Thuận. Tổ chức hành chánh được chia thành:
- 5 tổng ở đồng bằng: Mỹ Tường, Đắc Nhơn, Kinh Dinh, Vạn Phước và Phú Quý
- 2 tổng ở miền núi: É Lâm Thượng và É Lâm Hạ) và huyện An Phước.